# 4-H Club
4-H Club – dobrowolna, niezależna organizacja edukacyjna przeznaczona dla dzieci i młodzieży, kładąca szczególny nacisk na rozwój umiejętności życiowych, zainteresowań i podniesienie poziomu wiedzy. Nazwa pochodzi od pierwszych liter słów w języku angielskim: Head – głowa, Heart – serce, Hands – ręce i Health – zdrowie. Symbolem jest czterolistna zielona koniczynka, wymyślona przez O.H. Bensona.

## Założenia
Działalność ruchu 4H opiera się na pracy młodych ludzi w lokalnym klubie 4H (pojmowanym nie jako miejsce, lecz jako grupa osób). Członkostwo w 4H jest otwarte dla chłopców i dziewcząt między 9 a 19 rokiem życia.
Zgodnie z założeniami inicjatywy praca w klubach 4H ma pomagać młodym ludziom doskonalić:
- Głowę – żeby uczyli się myśleć, podejmować decyzje, rozumieli dlaczego rzeczy dzieją się tak, a nie inaczej i zdobywali wciąż nową i cenną wiedzę.
- Serce – żeby przejawiali troskę o dobro innych, przejmowali na siebie odpowiedzialność obywateli kraju, byli w stanie określić, jakie wartości i postawy będą kultywować w życiu i uczyli się współpracować z innymi.
- Ręce – żeby zdobywali nowe umiejętności i ulepszali te, które już posiadają, odczuwali dumę z wykonanej pracy i szanowali wysiłek innych.
- Zdrowie – żeby żyli zdrowo, troszcząc się o dobre samopoczucie własne i innych, korzystając konstruktywnie z wolnego czasu.

Hasło: „Uczyć się działając”.
Motto: „Najlepsze niech będzie jeszcze lepsze”.

## Historia
W roku 1900 ziarno nowej odmiany kukurydzy nasiennej zostało rozdane 500 chłopcom z hrabstwa Macoupin w stanie Illinois. Chłopcy zasiali kukurydzę i wystawili wyhodowane przez siebie okazy na Wystawie Rolniczej. W roku 1902 A.B. Graham, dyrektor Kuratorium w hrabstwie Clark w stanie Ohio, zorganizował klub dla chłopców i dziewcząt i urządził wystawę ich prac. Po uchwaleniu w roku 1914 przez Kongres Stanów Zjednoczonych ustawy Smitha-Levera, która ustanawiała program dla służby doradztwa rolniczego i zapewniała dla niej fundusze, rozwój ruchu klubów dla chłopców i dziewcząt – który otrzymał później nazwę 4H, stał się jednym z zadań doradztwa. Od tych pionierskich czasów ruch rozrósł się. 4H jest obecnie jedną z największych organizacji młodzieżowych w Stanach Zjednoczonych. Należy do niej ponad 5 milionów chłopców i dziewcząt prowadzonych przez setki tysięcy liderów. Ruchy o programach zbliżonych do 4H są obecne już w ponad 80 krajach świata (choć mają niekiedy inne nazwy (4-S w Ameryce Południowej, 4-K w Turcji, Klub Młodych Farmerów w Anglii i Nowej Zelandii), przyświeca im jednak ten sam cel – umożliwić młodzieży w jak największym stopniu rozwój drzemiącego w nich potencjału.
W Europie młodzież z klubów 4H zrzeszona jest w organizacji Europejski Komitet Klubów Młodych Farmerów i 4H. Organizacja ta dofinansowana jest przez Unię Europejską.
Obecnie programy propagujące idee 4H prowadzone są w ponad 80 krajach świata. Program 4H rozwija się także na terenie całej Polski, głównie na terenach wiejskich. Ruch w Polsce zaczął się rozwijać w 1991, pierwszy klub powstał w Lesznie. Do tej pory powstało już ok. 400 klubów skupiających ok. 7 tysięcy członków.
Wzmianki o Klubach 4H działających w Polsce pojawiły się już w okresie międzywojennym. Można o nich przeczytać w monografii wsi Góra Bałdrzychowska i Byczyna autorstwa Wincentego Gortata.
Koordynacją programów w Polsce zajmuje się Fundacja Edukacyjna 4H założona w sierpniu 1993. Powstała w celu koordynacji i zdobywania funduszy na programy 4H. Współpracuje z ośrodkami doradztwa rolniczego, samorządami powiatowymi i gminnymi, szkołami, organizacjami pozarządowymi. Fundacja przygotowuje programy edukacyjne, prowadzi szkolenia i seminaria, publikuje projekty, materiały szkoleniowe i promocyjne oraz organizuje wymianę międzynarodową.